# Luigi Zerbio
Luigi Zerbio (Brescia, 29 aprile 1961) è un allenatore di calcio ed ex calciatore italiano, di ruolo attaccante, tecnico del Castel Cimego.

## Caratteristiche tecniche

### Giocatore
Ha parlato di se come di un attaccante non molto agile ma portato nel colpo di testa, che si esprimeva al meglio in formazioni avvezze al pressing e ai cross, paragonando il suo stile di gioco a quello del più noto Pierluigi Casiraghi.

## Carriera

### Giocatore
Cresciuto nelle giovanili del Brescia, squadra della sua città natale, nel 1980 passa in compartecipazione all'Alessandria con cui, diciannovenne, debutta tra i professionisti in Serie C2, emergendo tra i cannonieri stagionali dei piemontesi e contribuendo alla vittoria del campionato con annessa promozione. Non ha tuttavia modo di calcare i campi della Serie C1 poiché, riacquistato dal club bresciano, l'anno dopo va a difendere i colori della Carrarese, ancora in C2: con i toscani realizza quello che rimarrà il suo massimo bottino stagionale, 18 gol in 32 partite, che portano a un nuovo trionfo in campionato, il secondo di fila per Zerbio.
L'exploit gli vale nell'estate 1982 la chiamata in Serie B da parte del Perugia. Con i grifoni debutta il successivo 12 settembre nel campionato cadetto, realizzando la decisiva doppietta nel successo interno 2-1 sul Monza; tuttavia nel prosieguo di stagione non riesce a replicare simili prestazioni sottorete, anche a causa di un infortunio alla schiena che lo condiziona in negativo. Rimane con gli umbri per un biennio, trascorso tutto in Serie B, senza tornare su livelli soddisfacenti.
Da qui e per il resto degli anni 80, la sua carriera prosegue quindi tra terza e quarta serie. Dopo altri due anni a Carrara in cui raggiunge, nel 1985, la finale della Coppa Italia di Serie C, nel 1986 è a Varese cui segue, inframezzato da un'effimera comparsata con la Lucchese, un altro biennio a Mantova dove nel 1988 vince il suo terzo campionato di C2. Chiude il decennio con un nuovo ritorno, stavolta in maglia varesina, che nel 1990 lo vede mettere in bacheca il quarto e ultimo campionato di C2 della carriera. Con l'inizio degli anni 90 scende tra i dilettanti, militando per due stagioni nel Sassuolo. Dopo un'annata trascorsa a Valdagno, chiude la carriera agonistica nel 1995, all'età di trentaquattro anni, con i colori del Seregno.

### Allenatore
Dopo varie esperienze da allenatore nei campionati regionali lombardi, nella stagione 2014-2015 ha allenato nel settore giovanile della Feralpisalò. Il 31 maggio 2016 passa alla guida del neonato Villa Nuova di Villanuova sul Clisi, nel campionato lombardo di Terza Categoria, con cui a fine stagione raggiunge la promozione in Seconda Categoria.

## Statistiche

### Presenze e reti nei club
| Stagione         | Squadra          | Campionato       | Campionato | Campionato | Coppe nazionali | Coppe nazionali | Coppe nazionali | Coppe continentali | Coppe continentali | Coppe continentali | Altre coppe | Altre coppe | Altre coppe | Totale | Totale |
| Stagione         | Squadra          | Comp             | Pres       | Reti       | Comp            | Pres            | Reti            | Comp               | Pres               | Reti               | Comp        | Pres        | Reti        | Pres   | Reti   |
| ---------------- | ---------------- | ---------------- | ---------- | ---------- | --------------- | --------------- | --------------- | ------------------ | ------------------ | ------------------ | ----------- | ----------- | ----------- | ------ | ------ |
| 1980-1981        | Alessandria      | C2               | 31         | 7          | CI-SP           | ?               | ?               | -                  | -                  | -                  | -           | -           | -           | 31+    | 7+     |
| 1981-1982        | Carrarese        | C2               | 34         | 18         | CI-C            | ?               | ?               | -                  | -                  | -                  | -           | -           | -           | 34+    | 18+    |
| 1982-1983        | Perugia          | B                | 23         | 3          | CI              | ?               | ?               | -                  | -                  | -                  | -           | -           | -           | 23+    | 3+     |
| 1983-1984        | Perugia          | B                | 19         | 1          | CI              | ?               | ?               | -                  | -                  | -                  | -           | -           | -           | 19+    | 1+     |
| Totale Perugia   | Totale Perugia   | Totale Perugia   | 42         | 4          |                 | ?               | ?               |                    | -                  | -                  |             | -           | -           | 42+    | 4+     |
| 1984-1985        | Carrarese        | C1               | 30         | 5          | CI+CI-C         | ?               | ?               | -                  | -                  | -                  | -           | -           | -           | 30+    | 5+     |
| 1985-1986        | Carrarese        | C1               | 19         | 3          | CI-C            | ?               | ?               | -                  | -                  | -                  | -           | -           | -           | 19+    | 3+     |
| Totale Carrarese | Totale Carrarese | Totale Carrarese | 83         | 26         |                 | ?               | ?               |                    | -                  | -                  |             | -           | -           | 83+    | 26+    |
| 1986-1987        | Varese           | C2               | 32         | 13         | CI-C            | ?               | ?               | -                  | -                  | -                  | -           | -           | -           | 32+    | 13+    |
| 1987             | Lucchese         | C1               | 2          | 0          | CI-C            | ?               | ?               | -                  | -                  | -                  | -           | -           | -           | 2+     | 0+     |
| 1987-1988        | Mantova          | C2               | 16         | 5          | CI-C            | ?               | ?               | -                  | -                  | -                  | -           | -           | -           | 16+    | 5+     |
| 1988-1989        | Mantova          | C1               | 19         | 9          | CI-C            | ?               | ?               | -                  | -                  | -                  | -           | -           | -           | 19+    | 9+     |
| Totale Mantova   | Totale Mantova   | Totale Mantova   | 35         | 14         |                 | ?               | ?               |                    | -                  | -                  |             | -           | -           | 35+    | 14+    |
| 1989-1990        | Varese           | C2               | 27         | 5          | CI-C            | ?               | ?               | -                  | -                  | -                  | -           | -           | -           | 27+    | 5+     |
| Totale Varese    | Totale Varese    | Totale Varese    | 59         | 18         |                 | ?               | ?               |                    | -                  | -                  |             | -           | -           | 59+    | 18+    |
| 1990-1991        | Sassuolo         | Int.             | 17         | 7          | CI-D            | ?               | ?               | -                  | -                  | -                  | -           | -           | -           | 17+    | 7+     |
| 1991-1992        | Sassuolo         | Int.             | 21         | 7          | CI-D            | ?               | ?               | -                  | -                  | -                  | -           | -           | -           | 21+    | 7+     |
| Totale Sassuolo  | Totale Sassuolo  | Totale Sassuolo  | 38         | 14         |                 | ?               | ?               |                    | -                  | -                  |             | -           | -           | 38+    | 14+    |
| 1992-1993        | Valdagno         | CND              | 14         | 2          | CI-D            | ?               | ?               | -                  | -                  | -                  | -           | -           | -           | 14+    | 2+     |
| 1993-1994        | Seregno          | CND              | 26         | 10         | CI-D            | ?               | ?               | -                  | -                  | -                  | -           | -           | -           | 26+    | 10+    |
| 1994-1995        | Seregno          | CND              | 31         | 10         | CI-D            | ?               | ?               | -                  | -                  | -                  | -           | -           | -           | 31+    | 10+    |
| Totale Seregno   | Totale Seregno   | Totale Seregno   | 57         | 20         |                 | ?               | ?               |                    | -                  | -                  |             | -           | -           | 57+    | 20+    |
| Totale carriera  | Totale carriera  | Totale carriera  | 361        | 105        |                 | ?               | ?               |                    | -                  | -                  |             | -           | -           | 361+   | 105+   |

## Palmarès

### Giocatore
- Campionato italiano Serie C2: 4

Alessandria: 1980-1981 (girone A)
Carrarese: 1981-1982 (girone A)
Mantova: 1987-1988 (girone B)
Varese: 1989-1990 (girone B)

### Allenatore
- Terza Categoria: 1

Villa Nuova: 2016-2017 (girone C)